# Yukaguiros
El pueblo yukaguir, yukagir o  yucaguiro (en ruso: юкаги́ры; autodesignación: одул odul = poderosos, деткиль detkil) es un pueblo de  Siberia oriental, que habita en la cuenca del río Kolymá. Según el censo ruso de 2002 su población alcanza 1.509 personas.

## Territorio
Su territorio se encuentra en la tundra del bajo Kolymá en la República de Sajá y en la taiga del alto Kolymá en la misma república y en el distrito de Srednekansky del óblast de Magadán. Actualmente la mayoría de los yukagiros vive en la República de Sajá y en Chukotka. Al comenzar la colonización rusa en el siglo XVII las tribus yukagiras ocupaban territorios desde el río Lena hasta la desembocadura del río Anádir. El número de yukagiros decreció entre los siglos XVII y XIX debido a la política colonial zarista, a guerras internas y a las epidemias. Además parte de los yukagiros fueron aculturados o integrados en procesos de asimilación cultural y lingüística con los rusos, yakutos y evenkis.

## Tribus tradicionales

Las tribus yukaguiras en el siglos.

Originalmente el pueblo yukagiro estaba compuesto por trece tribus:
1. Vadul-Alais
2. Odul
3. Chuvan
4. Anaoul
5. Lavren
6. Olyuben
7. Omok
8. Penjin
9. Jodynt
10. Joromoy
11. Shoromboy
12. Yandin
13. Yandyr

Actualmente sobreviven tres tribus Odul, de Nélemnoie; Vadul, de Andryúshkino; mientras  los chuvan del río Anádyr, que eran 1020 personas en 2002, se consideran un pueblo separado, no hablan su lengua original. De las tribus extintas las más conocidas fueron la Jodynt, la Anaoul (en la cuenca del Anádyr) y la Omok (al norte de los Chuvan).

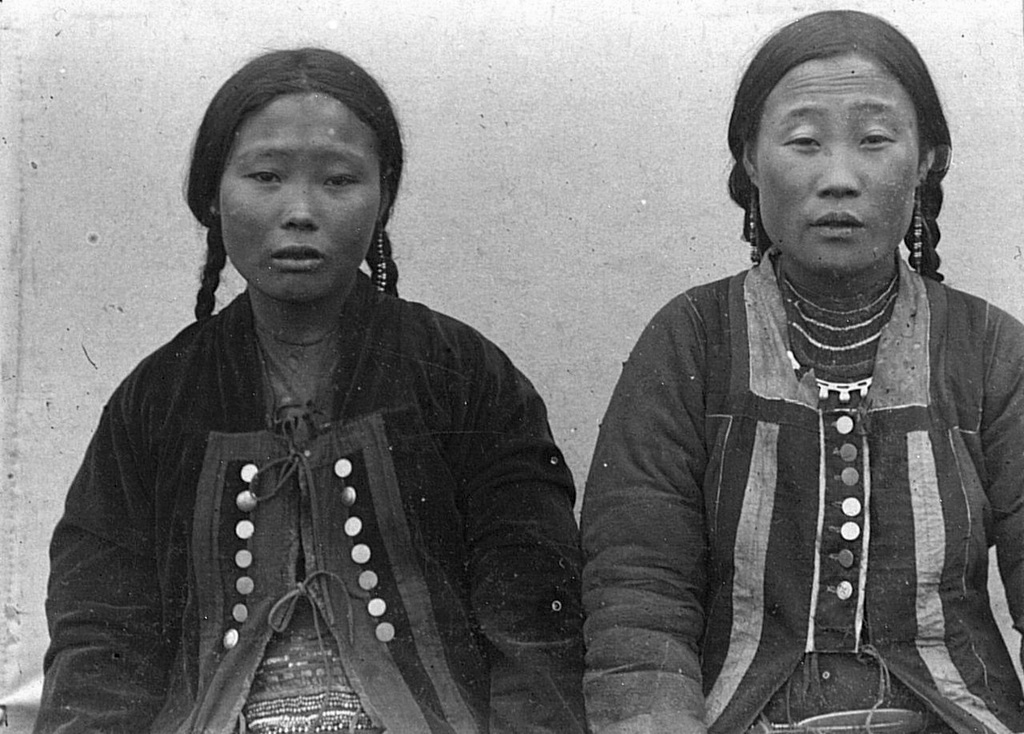
Mujeres yukagiras a finales del.

## Sistema de clanes
La cabeza de cada clan era un anciano o Ligei Shomoroj. La suya era la última palabra en todos los aspectos de la vida. Los líderes de caza eran Jangitche y los líderes de la guerra eran Tonbaia Shomoroj (el hombre poderoso). Las mujeres y los adolescentes tenía voz en igualdad con los hombres. La vida interna de la comunidad estaba bajo el control de las mujeres mayores. Sus decisiones en los asuntos eran indiscutibles.
Al principio de cada verano a todos los clanes se reunán en la celebración común del Sajadzibe, donde se discutían las cuestiones conjuntas. El mayor foro era una asamblea general de todos lo yukagiros o Suktuul. 

## Economía
La actividad principal es la caza tradicional de comunidades nómadas y seminómadas. Cazan ciervos, alces, martas y ovejas de las nieves y además pescan. Crían renos, principalmente para el transporte. Los Vadul se dedican principalmente a la cría de renos, mientras que los Odul o Kogime son cazadores-recolectores. Los Vadul son conocidos como Yukagir de la Tundra y los Odul como Yukagir de la Taiga. En el censo de 1989 más de 700 yukagiros se identificaron como Vadul y cerca de 400 como Odul.
En la República de Sajá hay tres comunidades nómadas de la familia extendida. Se trata de Tchaila en el distrito de Nizhnekolymsk, Teki Odulok en el distrito de Verkhnekolymsk e Ianugail en Ust'-Iansk distrito. Las principales actividades de la comunidad "Ianugail" son la caza del ciervo y la pesca. "Tchaila" es la mayor de los tres y la comunidad tiene 4.000 renos domesticados, 200 caballos y 20 vacas y además caza de ciervos y zorros polares. También hay una tienda donde se confeccionan prendas con las pieles tradicionales. "Teki Odulok" se encuentra en situación difícil, debido a diversas leyes de privatización de la administración local y del distrito y con los empresarios la comunidad ha perdido todos sus renos, vacas e incluso parte de su tierra y le quedan unos 50 caballos; no tienen dinero para los materiales para la caza y la pesca y el 80% de toda la población adulta está de hecho desempleada.
El declive de las actividades económicas tradicionales y la mala situación ambiental de las tierras tradicionales y las aguas, así como la ausencia de leyes locales y federales y mecanismos de protección de los pueblos indígenas, han dado lugar a una situación de empobrecimiento de varias comunidades. El período de vida promedio para los hombres yukagiros es de 45 años y de 54 años para las mujeres. La mortalidad infantil es la más alta en la República de Sajá.

## Religión
Aunque la mayoría de los yukagiros pertenecen a la Iglesia ortodoxa rusa, una parte todavía practica el chamanismo y el culto a los espíritus de los antepasados, del fuego, del sol, la caza, la tierra y el agua. Los espíritus pueden actuar como protectores y como enemigos del pueblo. El más estimado es el culto del sol, el más alto juez de sus disputas. Los espíritus de los muertos van al Aibidzi, donde están continuamente mirando y ayudando. Cada clan tenía un chamán o Alma. Tras la muerte de cada chamán era tratado como una deidad. El cuerpo del chamán muerto era descuartizado y guardado por el clan como reliquia.

## Idioma
Las dos lenguas yucaguiras habladas originalmente por los yucagiros, la del norte y la del sur, están estrechamente relacionadas entre sí y aún no se les clasifica definitivamente. Algunos expertos las consideran parte de la familia de lenguas urálicas, y otros como parte de las lenguas paleosiberianas. En 1970 el lingüista yukagiro Gavril Kurilov creó un alfabeto para estas lenguas, que fue enseñado en las escuelas desde 1980 y adoptado oficialmente en 1987. Sin embargo la vida de estas lenguas está en peligro y el número de hablantes que en 1940 era de 604, podría no superar las 200 personas o tal vez ni siquiera 100.